# 法脿镇
法脿镇，是中华人民共和国云南省楚雄彝族自治州双柏县下辖的一个乡镇级行政单位。

## 行政区划
法脿镇下辖以下地区：
法脿村、烂泥村、石头村、六街村、铺司村、双坝村、者柯哨村、麦地村、红栗村、雨龙村、法甸村、折苴村和古木村。

## 中国传统村落
2013年8月，雨龙村委会李方村被评为第二批中国传统村落。